# ティーンシリーズ
ティーンシリーズ（英語: Teen Series）とは、1960年代～1970年代に開発されたアメリカ軍の第4世代ジェット戦闘機を総称する俗称。

## 概要
言葉の上では「英語で -teen で終わる設計番号（13～19）の戦闘機」となるが、実際にはF-14 トムキャット、F-15 イーグル、F-16 ファイティングファルコン、F/A-18 ホーネットの4機種を指して呼ぶ。なおF-13とF-19は欠番、またYF-17 コブラはF/A-18 ホーネットの原型機となった。
また、1962年に制定されたアメリカ全軍共通の軍用機命名規則が適用されて以降に採用された機体であるが、ロッキード YF-12以前の番号は、ノースロップ F-5を唯一の例外として、全て1962年時点で現役であった既存の海軍戦闘機に割り振られた。
4機種共通の特徴としては、以下の要素があげられる。
- 従来のターボジェットエンジンよりも燃費が良く、かつ超音速飛行も可能な低バイパス比ターボファンエンジンを搭載。
- ベトナム戦争の戦訓から、戦闘機同士のドッグファイトにおける運動性能を重視。